# Crataegus harveyana
Crataegus harveyana är en rosväxtart som beskrevs av Charles Sprague Sargent. Crataegus harveyana ingår i Hagtornssläktet som ingår i familjen rosväxter. Inga underarter finns listade i Catalogue of Life.